# Habib Janhani
Habib Jenhani (arabe : الحبيب الجنحاني), né le 26 juin 1934 à Kélibia et mort le 30 juin 2024, est un universitaire et historien tunisien spécialiste du Moyen Âge arabe.

## Biographie
Après des études à la Zitouna, il poursuit ses études supérieures à Paris et en Allemagne, où il obtient un doctorat d'État d'histoire médiévale à l'université de Leipzig.
Professeur d'histoire économique et sociale du monde arabe médiéval à la faculté des sciences humaines et sociales de Tunis et à l'École normale supérieure de Tunis, il est professeur émérite de l'université de Tunis et professeur invité dans plusieurs universités maghrébines et arabes.
Membre de l'Union des écrivains tunisiens, du Conseil culturel arabe, de l'Union des historiens arabes et du Forum de la pensée arabe, il est également membre fondateur de l'Association tunisienne d'histoire et d'archéologie.
En 2016, ses collègues et amis lui rendent hommage dans un colloque organisé au Koweït. En 2017, ses collègues et amis lui rendent hommage dans des Mélanges s'articulant autour des grands thèmes suivants : histoire, patrimoine et démocratie arabe.
Habib Janhani meurt le 30 juin 2024 à l'âge de 90 ans.

## Publications
- (ar) القيروان عبر عصور ازدهار الحضارة الاسلامية في المغرب العربي [« Kairouan à travers les époques de prospérité de la civilisation islamique au Maghreb »], Tunis, Société tunisienne de diffusion,‎ 1968, 223 p. (OCLC 10970775).
- (ar) المغرب الإسلامي : الحياة الإقتصادية والإجتماعية 3-4 هـ 9 -10 م [« Le Maghreb islamique : vie économique et sociale 3-4 AH 9-10 AD »], Tunis, Société tunisienne de diffusion,‎ 1978, 281 p. (OCLC 1227704712).
- (ar) دراسات مغربية [« Études maghrébines »], Beyrouth, Dar al-Talia,‎ 1980 (OCLC 4770846266).
- (ar) التحول الإقتصادي والإجتماعي في مجتمع صدر الإسلام [« Transformation économique et sociale dans la société des premiers temps de l'Islam »], Beyrouth, Dar al-Gharb al-Islami,‎ 1985, 203 p. (OCLC 24409146).
- (ar) محمد باش حانبه: رائد الحركة الوطنية التونسية [« Mohamed Bach Hamba : un des pionniers du mouvement national tunisien »], Tunis, Al Horria,‎ 1989, 62 p. (OCLC 30477196).
- (ar) العولمة والفكر العربي المعاصر [« Mondialisation et pensée arabe contemporaine »], Le Caire, Dar al-Chourouk,‎ 2002, 119 p. (ISBN 978-9770908679).
- (ar) الكويت بين الأمس واليوم [« Le Koweït entre hier et aujourd'hui »], Koweït, Centre koweïtien de recherches et d'études,‎ 2005, 99 p. (OCLC 949595091).
- (ar) المجتمع المدني والتحول الديمقراطي في الوطن العربي [« Société civile et transition démocratique dans le monde arabe »], À compte d'auteur,‎ 2005, 89 p. (ISBN 978-9973519726)[7].
- (ar) دراسات في الفكر والسياسة [« Études philosophiques et politiques »], Tunis, À compte d'auteur,‎ 2006, 380 p. (ISBN 978-9973613417)[8],[9].
- (ar) سيرة ذاتية فكرية [« Une biographie intellectuelle »], Tunis, À compte d'auteur,‎ 2008, 183 p. (ISBN 978-9973004345)[10].
- (ar) الحداثة والحرية [« Modernité et liberté »], Amman, Arab Thought Forum (en),‎ 2011, 127 p. (ISBN 978-9957417314)[11].